# Моттрам, Лесли
Ле́сли Уи́льям Моттра́м (скотс Leslie Mottram; 5 марта 1951) — футбольный арбитр из Шотландии, более известный тем, что судил два матча в рамках чемпионата мира по футболу 1994 в США.
Моттрам вернулся к должности арбитра после того, как закончил карьеру профессионального футболиста в шотландском клубе «Эйрдрионианс».
Он стал профессиональным арбитром после того, как вернулся в Шотландию, а также судил официальные матчи японской лиги.

## Работа в качестве футбольного рефери в Японии
Моттрам переехал в Японию в 1996 году. Кроме того, он подписал контракт продолжительностью в три месяца. Он организовывал матчи японской лиги, которая была очень впечатлена способностями Моттрэма, продлевая контракт на более продолжительный срок. Он судил 147 матчей, из которых 15 он отсудил в высшей лиге, 25 — во второй японской лиге и 25 матчей в рамках Японского Кубка чемпионов в сезонах с 1996 по 2001 года, и удостоился четырёх значительных наград в сезонах с 1998 по 2002 года. На этой работе он проработал на протяжении следующих 4 лет и только потом был одобрен дисциплинарным комитетом лиги на короткий срок. Он был награждён медалью на церемонии награждения сезона 2005 года, затем он покинул Японию и вернулся в Шотландию.